# Maria Anna Josepha von Österreich

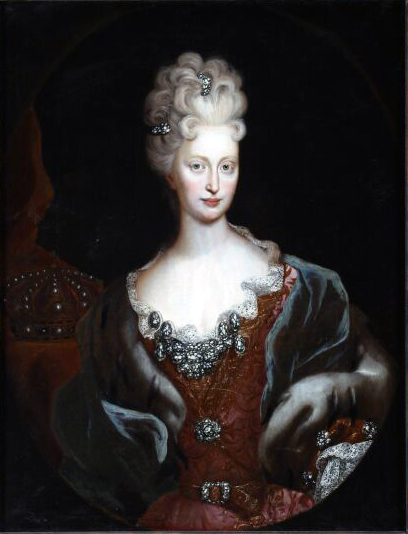
Erzherzogin Maria Anna Josepha von Österreich, Pfalzgräfin und Herzogin von Neuburg, Herzogin von Jülich-Berg, Porträt eines unbekannten Künstlers, Öl auf Leinwand, um 1678, Stadtmuseum Düsseldorf

Maria Anna Josepha von Österreich (* 30. Dezember 1654 in Regensburg; † 14. April 1689 in Wien) war eine Erzherzogin von Österreich und durch Heirat Pfalzgräfin, Herzogin von Neuburg und Jülich-Berg.

## Leben
Maria Anna Josepha war eine Tochter des römisch-deutschen Kaisers Ferdinand III. (1608–1657) aus dessen dritter Ehe mit Eleonora Gonzaga (1630–1686), Tochter des Herzogs Karls II. von Mantua. Maria Anna Josepha war eine Halbschwester des Kaisers Leopold I., der seit 1676 mit Eleonore Magdalene von Pfalz-Neuburg verheiratet war, die die Verbindung des Hauses Pfalz-Neuburg mit dem Kaiserhaus noch enger zu knüpfen gedachte.

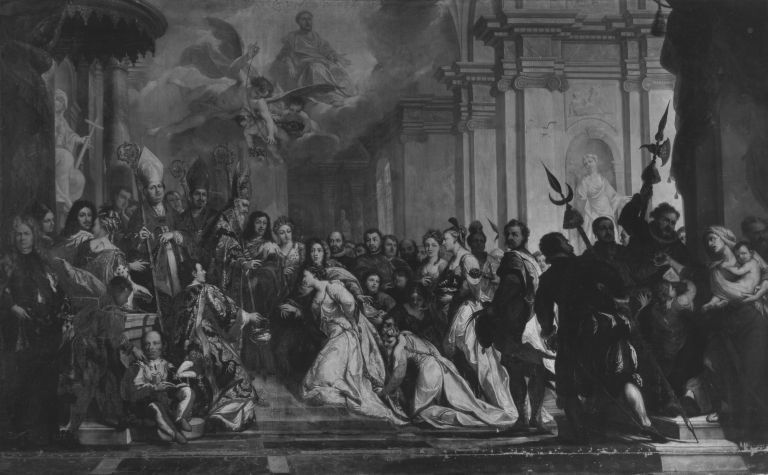
Antonio Bellucci (zugeschrieben): Die Vermählung des Erbprinzen Johann Wilhelm mit Erzherzogin Maria Josepha zu Neustadt bei Wien am 25. Oktober 1678, Bayerische Staatsgemäldesammlungen

Maria Anna Josepha heiratete am 25. Oktober 1678 in Wiener Neustadt Johann Wilhelm von Pfalz-Neuburg (1658–1716), den Bruder von Kaiserin Eleonore. Wegen der Hochzeit mit der Kaisertochter wurde Johann Wilhelm 1679 Herzog von Jülich und Berg, um ihn zu einem regierenden Fürsten zu machen. Die Trauung vollzog Erzbischof Leopold Karl von Kollonitsch, der im Andenken an diese Hochzeit und der Vermählung Maria Annas Schwester Eleonore auf dem Hauptplatz von Wiener Neustadt die Mariensäule errichten ließ. Nach der Vermählung mit der Erzherzogin begann Johann Wilhelm in Düsseldorf eine aufwändige Hofhaltung zu führen.
Maria Anna starb 34-jährig bei einem Besuch am kaiserlichen Hof in Wien an Tuberkulose und wurde in der Wiener Kapuzinergruft bestattet. Die zwei Söhne ihrer Ehe starben 1683 beziehungsweise 1686 unmittelbar nach ihrer Geburt.